# Ингви Малмстен
Ингви Јохан Малмстен (швед. Yngwie Malmsteen; Стокхолм, 30. јун 1963) је шведски гитариста и композитор, виртуоз на гитари који је почетком 1980-их доживео велики успех захваљујући техничкој прецизности и иновативном извођењу неокласичне метал музике и важи за једног од зачетника модерног стила свирања гитаре познатог под именом шрединг. Часопис Тајм га је 2009. оценио као једног од десет најбољих гитариста свих времена.

## Младост
Малмстен родјен Ларс Јохан Ингве Ланербах у Стокхолму, Шведској, треће дете музичке породице. Са 10 година прави свој први бенд Track on Earth заједно са школским другом који је свирао бубњеве. Са 12 година узима мајчино девојачко презиме Малмстен као своје презиме, онда га мало мења у Малмстин и мења своје средње име из Ингве у "Ингви". Класична музика је оставила на њега јак утисак, посебно виолиниста и композитор из 19. века Никола Паганини, али исто тако гитариста, Ричи Блекмор. Даље наводи Улиа Џона Рота и Брајана Меја као велике утицаје на његово развијање гитарског стила. Малмстин је рекао да Џими Хендрикс није имао никаквог импакта на његов стил свирања, али гледајући 18. септембра 1970 специјал на телевизији, где Хенрикс ломи и пали гитару, каже да га је натерао да помисли "ово је веома кул".

## Каријера

### 1980е
Почетком 1982. (са 18 година), Мајк Варнеј од стране Shrapnel Records, који је чуо демо снимак Малмстина из 1978. године назван Powerhouse, доводи Малмстина у САД. Кратко је свирао са бендом Steeler и налазио се у њиховом истозваном албуму, онда се појавио у Грам Бонетовом албуму Alcatrazz, тј.њиховом дебију из 1983. године назван No parole from Rock'n'Roll и албуму уживе свирке из 1984. године Live Sentence. У 1984. години Малмстин избацује његов први соло албум Rising Force, у ком су се налазили и бубњар Бери Барлоу из групе Џетро Тал и клавијатуриста Џенс Јохансон. Његов албум је требало да буде инструментал, али су на крају убачени вокали и Малмстин напушта Алкатраз после пуштања Рајсинг Форса у промет.
Раицинг Форс осваја награду магазина Guitar Player за најбољи рок албум и бива номинован за греми за најбољи рок инструментал, достигавши број 60 на Billboard Chart. Малмстинов Рајсинг Форс избацује следећи албум Marching Out (1985). Џеф Скот Сото је био вокал у почетним снимцима са албума. Регрутовали су бубњара Андерса Јохансона и басисту Марчела Јакоба за потребе снимања и тура са бендом. Марчел је напустио бенд усред туре и бива замењен од стране Волија Воса. Малмстинов трећи албум, Trilogy, који садржава вокале Марка Болса бива избачен 1986. године. Ингви свира бас на овом албуму. У 1987. години, други певач, бивши вокал Rainbow Џо Лин Турнер се придружује заједно са басистом Бобом Дејслијем. Те године, Малмстину се десила тешка саобраћајна несрећа, која га оставља недељу дана у коми. Имао је тешка осштећења нерава у десној шаци. Током овог времена, мајка му умире од рака. У Априлу 1988. године, избацује свој четврти албум Odyssey. Одисеј је био највећи албум до тада, захваљујући првом синглу Heaven Tonight. Наступи у Русији су били снимани и избачени као албум Trial by Fire: Live in Leningrad. Класични састав "Рајсинг Форса" (Малмстин, Џенс, Андер )се распао 1989. године када је Џенс отишао у бенд Dio, а Андерс у Blue Murder.
Малмстинов неокласични стил метала постао је популаран међу неким гитаристима током средине 1980. године као што су Џејсон Бекер, Пол Гилберт, Марти Фридмен, Тони Макалпине и Вини Мур. У касној 1988. години Фендер избацује едицију гитара уметника и почастива Ингвиа и Ерик Клептона са првом серијом.

### 1990
Почетком 1990. године Малмстин избацује албум Eclipse(1990),The Yngwie Malmsteen Collection (1991), Fire and Ice (1992) и The Seventh Sign (1994). Упркос ранијем успеху и наставка тог успеха у Европи и Азији, почетком 1990. године стилови хеви метала попут неокласичног метала и шрединга су испали из моде у САД.
Године 1993. Малмстинова снаја, која је била успротивљена верењу њене ћерке, је позвала полицију јер је наводно држао њену ћерку као таоца. Оптужница је касније одбачена. Малмстин је наставио да избацује снимке и албуме под јапанском издавачком кућом Pony Canyon и наставља да има верне фанове у Европи и Јапану, и у мало мањој мери у САД. У 2000. години, потписује уговор са америчком издавачком кућом Spitfire и први пут избацује свој каталог албума из деведесетих година на тржиште САД, заједно са својим концертом за електричну гитару, који је сниман са чешким филхармонијским оркестром из Прага.
Средином деведесетих Малмстин избацује албуме Magnum Opus (1995), Inspiration (1996), Facing the Animal (1997), Double Live! (1998) и Alchemy (1999). У 1996. години Малмстин удружује снаге са бившим члановима бенда Џефом Скот Отом и Марсел Јакобом у албуму Human Clay где је он свирао главну гитару на снимку Jealousy. Био је гост са Саксоном у песми Denim And Leather на њиховом лајв албуму The Eagle Has Landed – Part II. Ингви бива и у пар снимака са својим бившим члановима бенда Џенс Јохансон и Андерс Јохансон на њиховом албуму Johansson/Sonic Winter, звани Enigma suite иAll opposable thumbs.

### 2000
После издања War to End All Wars 2000. године Марк болс напушта бенд. Замењује га бивши вокалиста Реинбоуа Дуги Вајт чији глас је позитивно дочекан од стране публике. У 2003. ој години Малмстин се удружује са Џоем Сатријанијем и Стивом Вајом као део Г3 Супергрупе. Малмстин се појавио као гост на албумима клавијатуристе Дерека Шеринијана, Black Utopia(2003) и Blood of the Snake(2006), где Малмстин свира на истом снимку где свирају и Ал Ди Миола и Зек Вајлд. У 2004-ој, Малмстин се појавио као камео у серији Harvey Birdman, Attorney at Law. Годину дана касније Малмстин избацује свој албум кроз Шрапнел РекордсUnleash the Fury. Назив албума како стоји у магазину Guitar Worldје настао због једног инцидента у авиону са старијом госпођом. Издавање албума "Анлиш д Фјури" је пропраћено DVD-ом Concerto Suite For Electric Guitar And Orchestra in E Flat Minor, Op. 1 – With The New Japan Philharmonic Live. Тај DVD је био први снимак Малмстина уживо са филхармонијом пред публиком, искуство које је он називао "забавним али и веома застрашујућим".
У 2007. ој години Малмстина су почаствовали у игрици Guitar Hero II за Xbox360. Играчи могу да добију "Ингви Малмстин" награду тако што погоде хилјаду или више нота за редом. Фебруара 2008. године бива замењен Дуги Вајт са певачем Тимом "Рипер" Овенсом бившим певачем бендова Judas Priest и Iced Earth са којим је Малмстин снимио кавер Ози Озборнове песме Mr.Crowley. Први албум Ингвиа у ком је певао Овенс се зове Perpetual Flame и издат је 4. новембра. Новембра 2008. ме године Малмстин је три своје песме ("Caprici Di Diablo" "Damnation Game" "Red Devil" издао на интернет као песме које могу да се скину за игре Rock Band, Rock Band 2 и Rock Band 3.

### 2010
Новембра 2010. године је издат албум Relentless, и то је други албум у ком се налазио Тим "Рипер" Овенс као вокал. У верзији која је издата у САД је садржала римејк Arpeggios From Hell као бонус снимак. Ингви се појавио у емисији Late Night with Jimmy Fallon 3. фебруара 2011. године у промоцији свог албума. Малмстин се појавио још и на стадиону Sun Life и одсвирао је химну САД. Иако је ретко виђен у својој родној држави Шведској, Малмстин је имао једну свирку 2012. године. Почетком Јула је завршио Gateway Rock Festival у Гавли, на ком су свирали Nightwish и Manowar. У Децембру 2012. године Малмстин избацује албум Spellbound. У години 2014-ој, 12. Јуна Малмстин започиње Guitar Gods 2014 Tour у F.M.Kirby Center u Пенсилванији заједно са бившим гитаристом Guns N' Roses Роном "Бамтлфут" Талом и гитаристом Геријем Хуејом.У Фебруару 2015. године, најављено је да је Малмстин у студију и да ради на новом албуму. У Априлу и Мају 2016. године, Малмстин је био један од пет гитариста који су се појавили на Generation Axe Tour.

## Приватни живот
Малмстин је био ожењен шведском певачицом Ериком Норберг (1985—1992). Развео се и оженио се са Амбердаун Ландин (1993—1998). Од 1999. године ожењен је Априлом Малмстин, са којом има сина Антониа, назван по Антонију Вивалдију. Породица се налази у Флориди.

## Опрема
Малмстин већ дуго користи Фендер Стратокастер.Његов најпознатији модел је из 1972. године и носи надимак "Патка" због своје жуте боје и налепница Donald Duck. Други надимак за ову гитару је "Свирај Гласно" због налепнице коју је Андерс Јохансон налепио на горњи рог гитаре у студију 1984. године. Фендер је направио 100 реплика Малмстинове гитаре и рекламира се као "Свирај Гласно Гитара". Поседује и Фендер Signature Stratocaster од 1986. године. Може се купити у старинској белој боји са мејпл вратом са мејпл или роузвуд фретборду са скалопираним праговима и од 2010. године са Seymour Duncan STK-S10 YJM "Fury" Model магнетима. Постоји и потписно YJM Marshall појачало, прављено на основу модела из 1959. године.
Иако је његово потписно појачало прављено на основу модела од 100 вати из 1959., Малмстин наводи да преферира моделе из 1987. од 50 вати са металном фацом која су направљена између 1972. године и 1973. године. У последње време користи Marshall драјв, који је прављен на основу старинске DOD педале коју је користио много година. Дод је направио потписну верзију ове педале(која се више не производи)од модела DOD-250 за Ингвија који се звао YJM-308(направљен од његових иницијала и његовог омиљеног модела ферарија). За чист тон користи Boss CE-5 Chorus Ensemble заједно са Korg DL8000R за дилеј. Често има Dunlop JH-F1 Hendrix Fuzz Face на бини али га не користи. Ингви каже да воли да гледа "Фаз Фејс" зато што изгледа као мина.
Малмстин такође наводи да преферира Стратокастер између 1968. године и 1972. године и каже да "већа глава на гитари придодаје задржавању ноте". Своје гитаре персонализује тако што им додаје месингани нулти праг, вади средње жичано дрво, скалопира прагове, преправља гитарски врат из трошрафног у четворошрафни, ставља Wilkinson springs на тремоло и мења обичне прагове у Dunlop 6000 fret wire. Раније је скидао тонске контроле са гитаре, али то више не ради. Пре него сто је користио свој потписни модел Seymour Duncan YJM Fury магнета, користио је HS3 и YJM(сада познат као HS4)модел. У ранијим снимцима, Малмстин користи Dimarzio FS-1 магнет.
Поред Стратокастера, Ингви је свирао и друге гитаре које нису Фендер(нпр. Aria Pro почетком 1980. године)и које не изгледају као стратокастер(као што је Gibson Flying V), генерално на почетку своје каријере. Данас Ингви користи своју потписну Ovation YM68's гитару за акустичне и најлон потребе звука.

## Албуми
- Rising Force
- Marching Out
- Trilogy
- Odyssey
- Eclipse
- Fire & Ice
- The Seventh Sign
- I Can't Wait
- Magnum Opus
- Inspiration
- Facing the Animal
- Concerto Suite for Electric Guitar and Orchestra
- Alchemy
- War to End All Wars
- Attack!!
- Unleash the Fury
- Perpetual Flame
- Angels of Love
- Relentless
- Spellbound
- World on Fire